# Édentement
« Sans-dent » redirige ici. Pour les autres significations, voir Sans-dent (homonymie).
 Mise en garde médicale
L'édentement est une pathologie correspondant à l'absence de dents dans une bouche adulte. L'édentement commence lorsqu'au moins une dent manque à la denture d'un adulte, hors dent de sagesse. L’édentement complet ou édentement total représente une situation de handicap majeur, largement sous-estimé par les pouvoirs publics[réf. souhaitée]. Cette pathologie concerne environ 158 millions de personnes dans le monde en 2010, soit 2,3 % de la population mondiale.
L'édentement était une pathologie autrefois fort commune, mais aujourd'hui cette pathologie concerne en premier lieu les personnes âgées et/ou précaires dans les pays développés. De nombreux autres facteurs entrent en ligne de compte : alimentation, prédisposition génétique, hygiène buccale, toxicomanie, etc.
Un édenté est une personne souffrant d'édentement. Dans l'imaginaire collectif, les édentés représentent les personnes âgées, les pauvres et parfois mais plus rarement les méchants. Les édentés sont source d'inspiration dans l'art, notamment en peinture et au cinéma.

## Diagnostic et pathologie

### Description

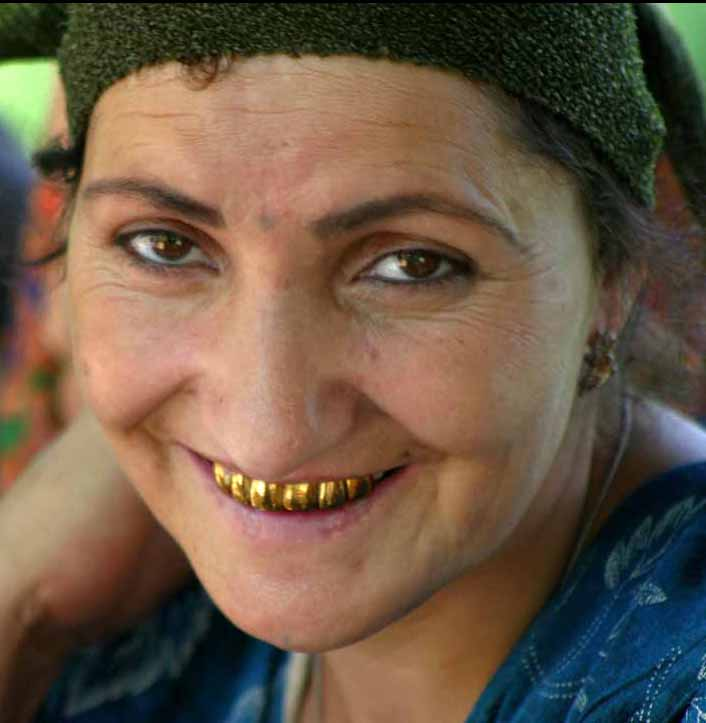
Remplacement des dents naturelles par des dents en or.

Chez l'homme, on parle d'édentement quand il manque une ou plusieurs dents dans une bouche. L'absence des dents de sagesse (troisièmes molaires), ne constitue pas un édentement. 
La denture complète d'un humain adulte comporte 32 dents. Souvent, les dents de sagesse, ou les troisièmes molaires, sont extraites. Dans ce cas, la bouche va comporter 28 dents, à savoir 8 incisives, 4 canines, 8 prémolaires et 8 molaires.
Un édentement est dit encastré quand il est bordé de dents sur ses deux côtés. Il est libre quand les dents manquantes se trouvent au fond de la bouche et qu'il ne reste des dents que d'un côté de l'édentement.

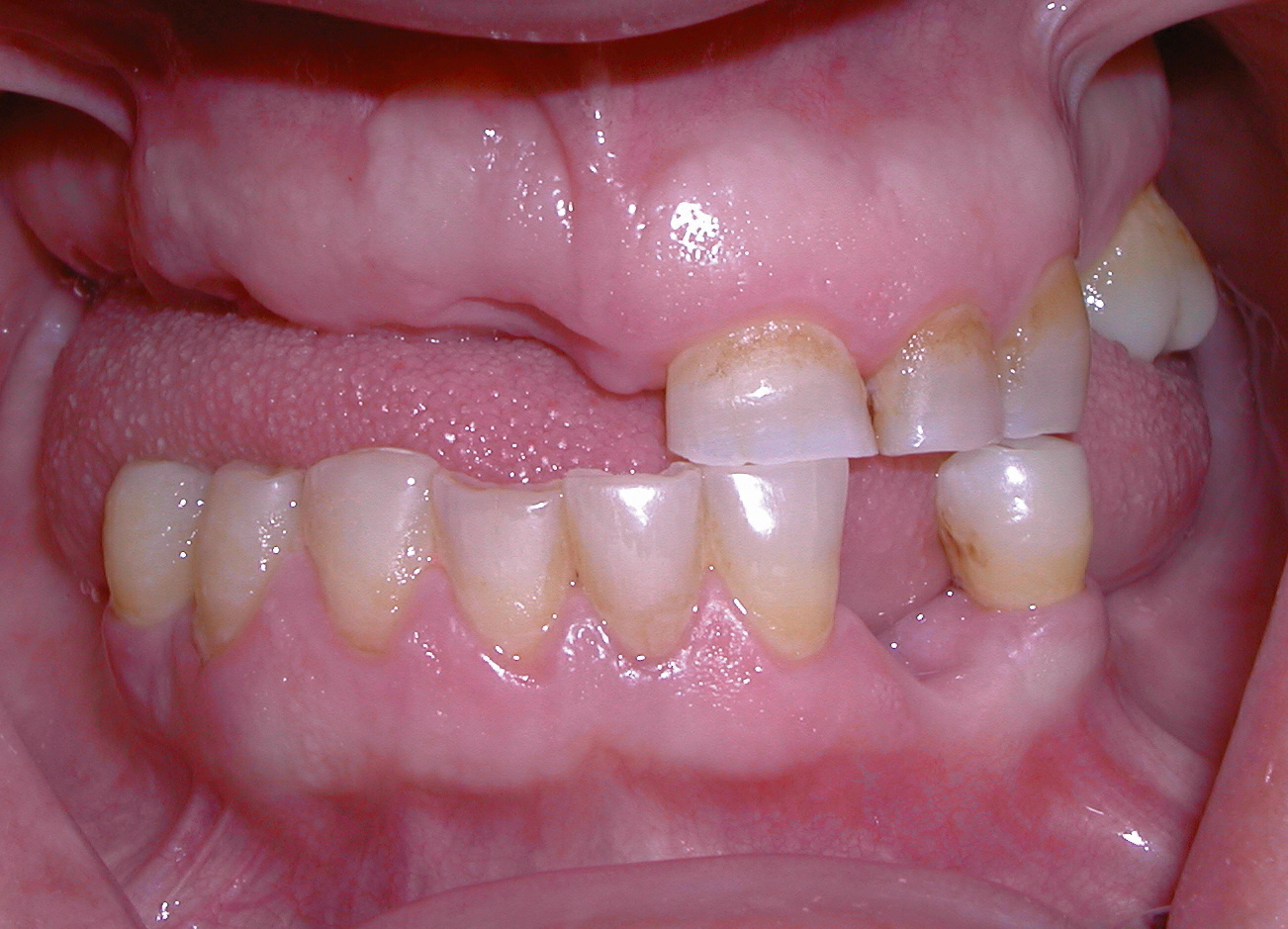
Un édentement libre.

### Classification
La classification de Kennedy tient son nom du chirurgien-dentiste Edward Kennedy qui a eu l'idée d'organiser les édentements en quatre classes (origine 1923). Elle est utilisée quotidiennement par les chirurgiens-dentistes pour qualifier les édentements :
- la classe 1 : désigne un édentement postérieur bi-latéral. Pour faire plus simple, c'est le cas où le patient ne garde que les dents antérieures (incisives et canines) alors que les autres dents sont absentes. De face, on ne rend pas tellement compte de l'absence des dents postérieures, mais latéralement, cet édentement est très visible. Classe 1 parce que c'est probablement l'édentement le plus fréquent et il est dû aux caries le plus souvent. Les dents postérieures étant les plus sollicitées lors de la mastication, ce sont elles qui sont perdues en premier en cas de problèmes. L'édentement de classe 1 est un édentement libre ;
- la classe 2 : édentement postérieur unilatéral. Un patient classe 2 a donc plus de dents qu'un classe 1. L'édentement de classe 2 est aussi un édentement libre. C'est un édentement dû le plus souvent aux caries ;
- la classe 3 : édentement encastré uni-latéral. La définition est très large et englobe un nombre important de cas cliniques ;
- la classe 4 : édentement encastré antérieur de part et d'autre de la ligne sagittale médiane. Cet édentement est le plus visible puisqu'il touche des dents antérieures comme les incisives et les canines. Il est rare et le plus souvent dû à un traumatisme (accident, coup…). Le préjudice esthétique est important et la phonation compromise.

La classification ne tient pas compte de l'arcade où l'édentement a lieu, mais surtout de la structure de celui-ci. L'édentement peut être différent en maxillaire et en mandibulaire.

### Conséquence

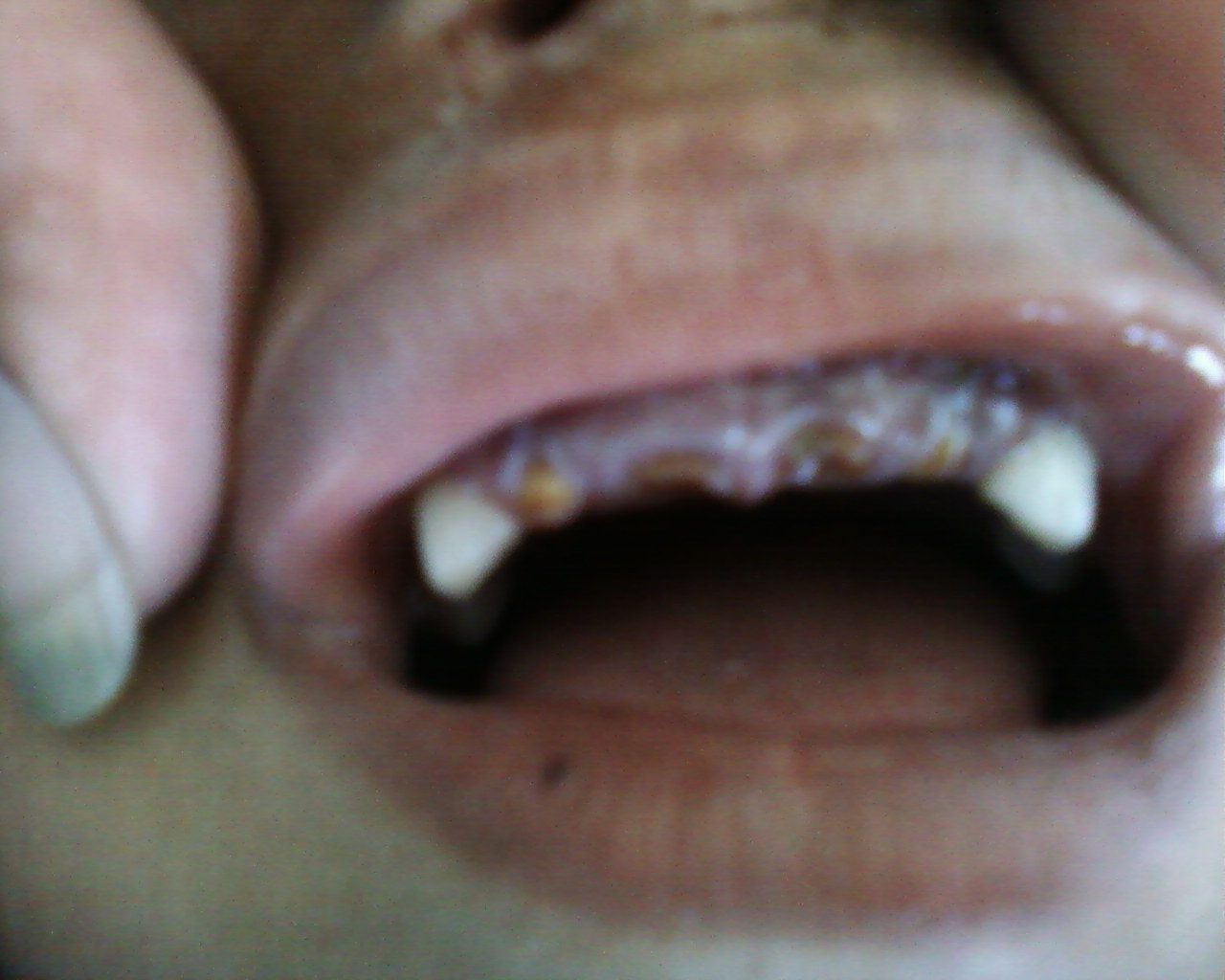
Un édentement encastré.

Les conséquences négatives d'un édentement partiel ou complet sont nombreux au niveau de la sphère oro-faciale :
- elle engendre un fort déficit esthétique en raison du manque de soutien des tissus et de la musculature faciale ;
- elle engendre un déficit fonctionnel important pouvant avoir des répercussions importantes sur l’état nutritionnel du sujet atteint ;
- elle s’accompagne d’une résorption osseuse des maxillaires qui est inéluctable en  l’absence de traitement implantaire ;
- de plus, les sentiments d’inconfort et de fragilité qui en découlent sont vécus comme un véritable handicap psychologique par le patient édenté total pouvant avoir des répercussions très importante sur sa vie sociale.

L'édentement complet ou édentement total représente une situation de handicap majeur : esthétique, fonctionnel et psychologique sous-estimé par les pouvoirs publics et qui ne sont en général pas prises en charge par les caisses d’assurance maladie (hors solution minimale de prothèse dentaire)[réf. nécessaire]. 

## Épidémiologie

### Échelon mondial
L’évolution démographique montrant une augmentation constante de l’espérance de vie, force est de constater également une augmentation des cas d’édentés totaux et ce malgré la prévention et des soins conservateurs de plus en plus performants. L’Organisation mondiale de la santé (OMS) prévoit 30 % d’édentés totaux dans le monde en 2030. D'un point de vue épidémiologique, l'édentement concerne environ 158 millions de personnes dans le monde en 2010 (2,3 % de la population mondiale). Cela est plus commun chez les femmes (2,7 % de la population) que chez les hommes (1,9 % de la population).
Dans les pays développés, les sans-abris sont particulièrement touchés, et c'est dans cette population que l'on peut retrouver des édentés complets, c'est-à-dire sans aucune dent.

### Europe
Il y a peu d'études épidémiologiques sur l’édentement et la perte des dents dans bon nombre de pays européens. D’une manière générale, la prévalence de l’édentement et l’incidence des dents perdues sont en voie de régression au cours de ces dernières décennies, mais sont en augmentation avec l’âge. D’importantes divergences persistent néanmoins entre différents pays et différentes zones géographiques, en fonction également de facteurs contextuels (aspect socio-économique, niveau de formation) et individuels (tabagisme, habitudes d’hygiène). Bien que leur rôle soit incontestable, il n’y a cependant pas de véritable consensus quant à l’implication plus ou moins importante des facteurs extrinsèques ou intrinsèques dans la perte des dents. Les personnes résidant en institution présentent globalement une santé bucco-dentaire compromise, et continuent à être dépourvues des soins dentaires de première nécessité et de l’attention adéquate.

### France
En France, un rapport du Centre de recherche, d'études et de documentation en économie de la santé (CREDES) datant de 2002 souligne les problèmes dentaires liées à la précarité. Il pointe notamment le fait que le nombre de dents manquantes est beaucoup plus élevé chez les précaires et que l'écart augmente fortement avec l'âge. 

« Trois personnes précaires sur quatre déclarent avoir au moins une dent manquante non remplacée. En population générale, cette proportion est nettement plus faible (38 %). Les personnes précaires ont en moyenne 4,6 dents non remplacées par personne, contre 1,3 dent en population générale. A tout âge, le nombre de dents manquantes est supérieur en population précaire. Cependant, le nombre de dents manquantes augmente avec l’âge de façon beaucoup plus rapide chez les personnes précaires : de 1,8 dents manquantes en moyenne chez les moins de 25 ans jusqu'à 9,8 dents chez les 55 ans et plus, contre respectivement 0,5 et 2,6 dents aux mêmes âges en population générale. Les “ 45-54 ans ” en situation de précarité déclarent en moyenne 7 dents non remplacées de plus que les non précaires. »

— Alice Beynet et Georges Menahem du CREDES, Rapport n° 509 (biblio n° 1369) : problèmes dentaires et précarité, février 2002

## Prévention et politique de santé

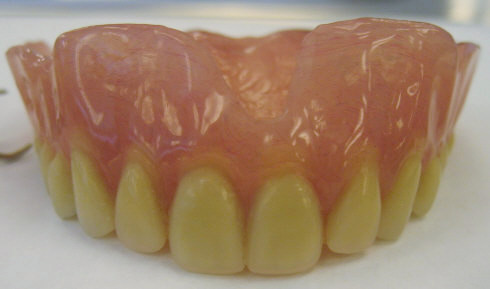
Une prothèse maxillaire.

### Échelon mondial

#### Santé bucco-dentaire et fluorures
La mesure la plus efficace pour prévenir la carie dentaire est de  maintenir en permanence un faible niveau de fluorures dans la cavité buccale  L’objectif des programmes communautaires de santé publique devrait donc être de mettre en œuvre le moyen le plus approprié pour maintenir ce niveau faible mais constant de fluorures chez autant de personnes que possible. Pour cela, on peut avoir recours à l’eau de boisson, au sel, au lait, aux bains de bouche et aux dentifrices fluorés, ou à l’application de fluorures par un professionnel ou bien encore à une combinaison de dentifrice fluoré et d’une autre source de fluorures. Les données montrent clairement que l’exposition prolongée à un niveau optimal de fluorures se traduit par une diminution de la carie tant chez l’enfant que chez l’adulte.

#### Alimentation, nutrition, tabac et santé bucco-dentaire
Existent dans le monde deux types de malnutrition, le premier associé à la faim ou aux carences nutritionnelles et le second à la suralimentation.
- L’effet de la consommation de sucre après l’éruption des dents est l’un des facteurs étiologiques de la carie dentaire ;
- le lait maternel prévient la survenue des caries de la petite enfance, provoquées par une exposition fréquente et prolongée des dents au sucre (biberon d'eau sucrée, eau sucrée à volonté pendant la journée) ;
- la consommation de boissons sucrées est le risque majeur pour la carie dentaire ;
- recours aux produits naturels de bonne valeur nutritionnelle à la place de produits alimentaires raffinés et industrialisés ;
- la consommation excessive d’alcool est un important  facteur de risque dans l’étiologie des lésions précancéreuses et cancéreuses de la cavité buccale ;
- le tabac est un facteur de risque pour le cancer de la cavité buccale, les récidives de ce cancer, les maladies parodontales de l’adulte[5].

#### Santé bucco-dentaire à l'école et chez les jeunes
Les programmes visant à améliorer la santé bucco-dentaire des jeunes doivent tenir compte des facteurs à risques développés par cette tranche d'âge notamment la consommation de bonbons, de boissons sucrées, de tabac ou d’alcool. Des alliances efficaces entre l’environnement familial, le milieu scolaire, les professionnels et les organisations communautaires sont nécessaires si l’on veut contrôler les risques pour la santé bucco-dentaire des jeunes.

#### Amélioration de la santé bucco-dentaire chez les personnes âgées
Les maladies bucco-dentaires sont généralement évolutives et cumulatives. Le processus du vieillissement peut directement ou indirectement accroître le risque de maladies bucco-dentaires et de perte des dents, 
, phénomène que compliquent encore un mauvais état de santé générale. Chez les personnes âgées, on observe une prévalence élevée de co-morbidité et des obstacles aux soins, en même temps que
des problèmes de santé bucco-dentaire liés aux phénomènes suivants :
- évolution de l’état de la denture ;
- prévalence de la carie et besoins de soins non satisfaits ;
- poches parodontales/perte d’attache parodontale et mauvaise hygiène bucco-dentaire ;
- édentation et perte fonctionnelle ;
- conséquences de prothèses dentaires amovibles mal adaptées ;
- douleur et gêne cranio-faciales.

Il faut donc fournir des services de santé bucco-dentaire adaptés, qui soient accessibles, appropriés et acceptables. L’état de santé des personnes âgées doit également être pris en compte avant de planifier un traitement complexe pouvant comporter des interventions chirurgicales.

### En France

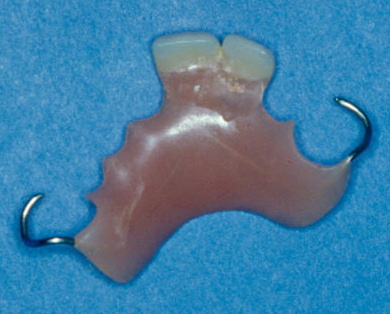
Prothèse amovible en résine.

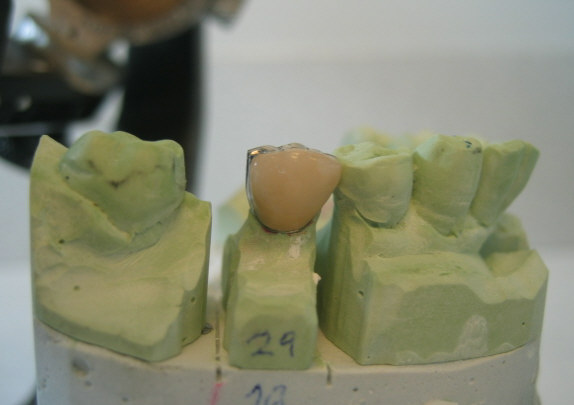
Couronne fixe.

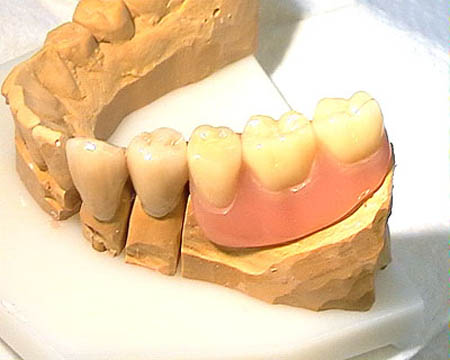
Prothèse mixte.

#### Dispositif M’T Dents
Créé en 2007, le dispositif M’T Dents favorise un contact précoce avec un chirurgien-dentiste et des rendez-vous réguliers pour les enfants aux âges à risque de caries (6, 9, 12, 15 et 18 ans), incluant la prise en charge d’une visite d’examen et des soins consécutifs à 100 %.  Le programme inclut aussi une phase de sensibilisation collective à l’école et une prévention personnalisée en cabinet dentaire .En juin 2014, l’UFSBD (Union française pour la santé bucco-dentaire) affirme que ce programme est supprimé et dénonce une décision politique qui compromet la santé globale des futures générations et favorise l’inégalité d’accès aux soins. La dénonciation de cette suppression a été repris par Jean-Luc Mélenchon lors de l'affaire des "sans-dent", mais est démentie par la suite. En 2018, ce dispositif est toujours en place.

#### Accès aux soins
L’accès aux soins bucco-dentaires s’améliore en France mais les traitements de réparation ne sont pas ou mal pris en charge par les caisses d’assurance maladie. 
La proportion de Français qui respectent les prescriptions en matière de suivi dentaire est en hausse : 59 % des Français consultent leur dentiste au moins une fois par an (contre 52 % en 2009).
L’image des dentistes auprès des Français est toujours aussi bonne : 91 % des personnes interrogées ont bonne image de leur dentiste 
Néanmoins, plus d’un Français sur trois (35 %) a déjà renoncé à des soins dentaires en raison du coût du traitement : les personnes ayant déjà dû y renoncer pour des raisons financières étant surreprésentées en Île-de-France (46 %) et chez les personnes ne bénéficiant pas de couverture complémentaire (46 %).
De manière plus générale, on note que le coût de la consultation arrive en tête des raisons avancées par les Français pour expliquer pourquoi ils ne sont pas allés chez un dentiste au cours des deux dernières années (33%), devant la peur du dentiste (29 %) et le manque de temps (23 %).

#### Tourisme dentaire
Devant le montant très onéreux des techniques de réparation à partir d'implant, certains patients français n’hésitent pas à se faire soigner dans des pays de l’Europe de l'Est où le coût des interventions est moindre, en particulier en Bulgarie et Hongrie. Un vrai « tourisme dentaire » s'est mis en place depuis les années 2000 au grand dam des chirurgiens-dentistes français qui ne peuvent rivaliser avec les tarifs des pays émergents de l'Union européenne.

## Traitement

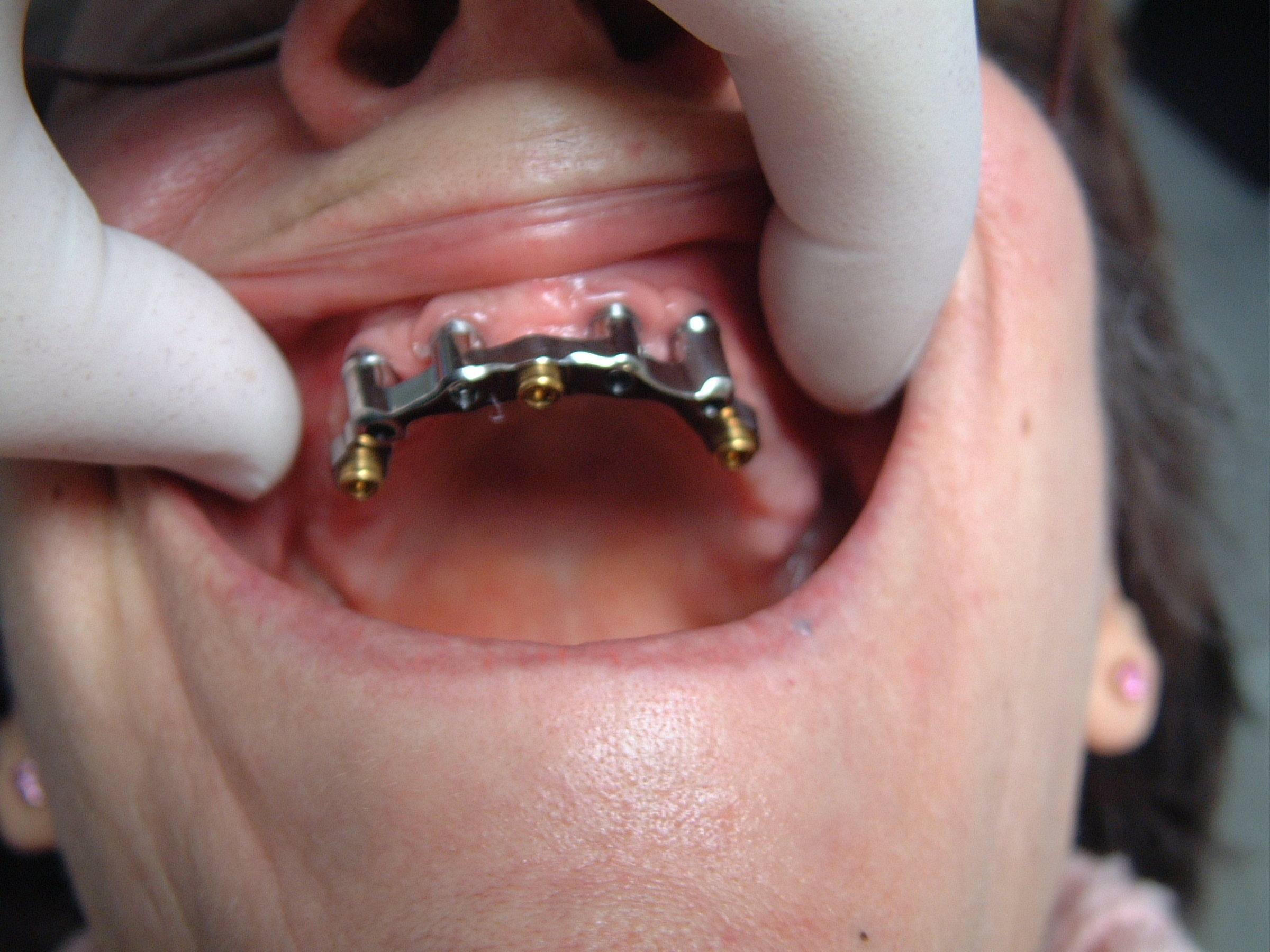
Trois locators supportés par une barre titane

L'édentement complet ou édentement total représente une situation de handicap majeur : esthétique, fonctionnel et psychologique.
Pendant longtemps, la prothèse amovible, le « dentier », fut le seul traitement possible Depuis quelques années, la fiabilité de la thérapeutique implantaire a permis d’envisager d’autres alternatives : les implants dentaires peuvent stabiliser les prothèses amovibles mais aussi servir de supports à des bridges complets. Ces traitements restaurent plus efficacement les fonctions de l’appareil manducateur. De plus, ils permettent de limiter significativement la résorption osseuse des maxillaires. Ces techniques ont un coût ; elles ne sont pas prises en charge par les caisses d’assurance maladie. Pourtant, il est aujourd’hui reconnu par la communauté scientifique depuis le consensus de Mc Gill de 2002 que le dentier n’est plus le traitement minimal qui doit être proposé à l’édenté complet.
1. La prothèse amovible
2. Implants +  prothèses amovibles
3. Implants + bridges complets

La pose d'implants permet de remplacer des dents manquantes, soit par un moyen fixe (bridge), soit par des appareils amovibles dits châssis métalliques ou stellites.
- Les implants dentaires sont reconnus comme étant le traitement de choix de l'édentement total.
- Un traitement par implant dentaire permet de freiner la résorption osseuse qui touche les patients édentés.
- Une prothèse fixe implanto-portée immédiate est possible pour les patients amenés à perdre leurs dents.

## Représentations et significations

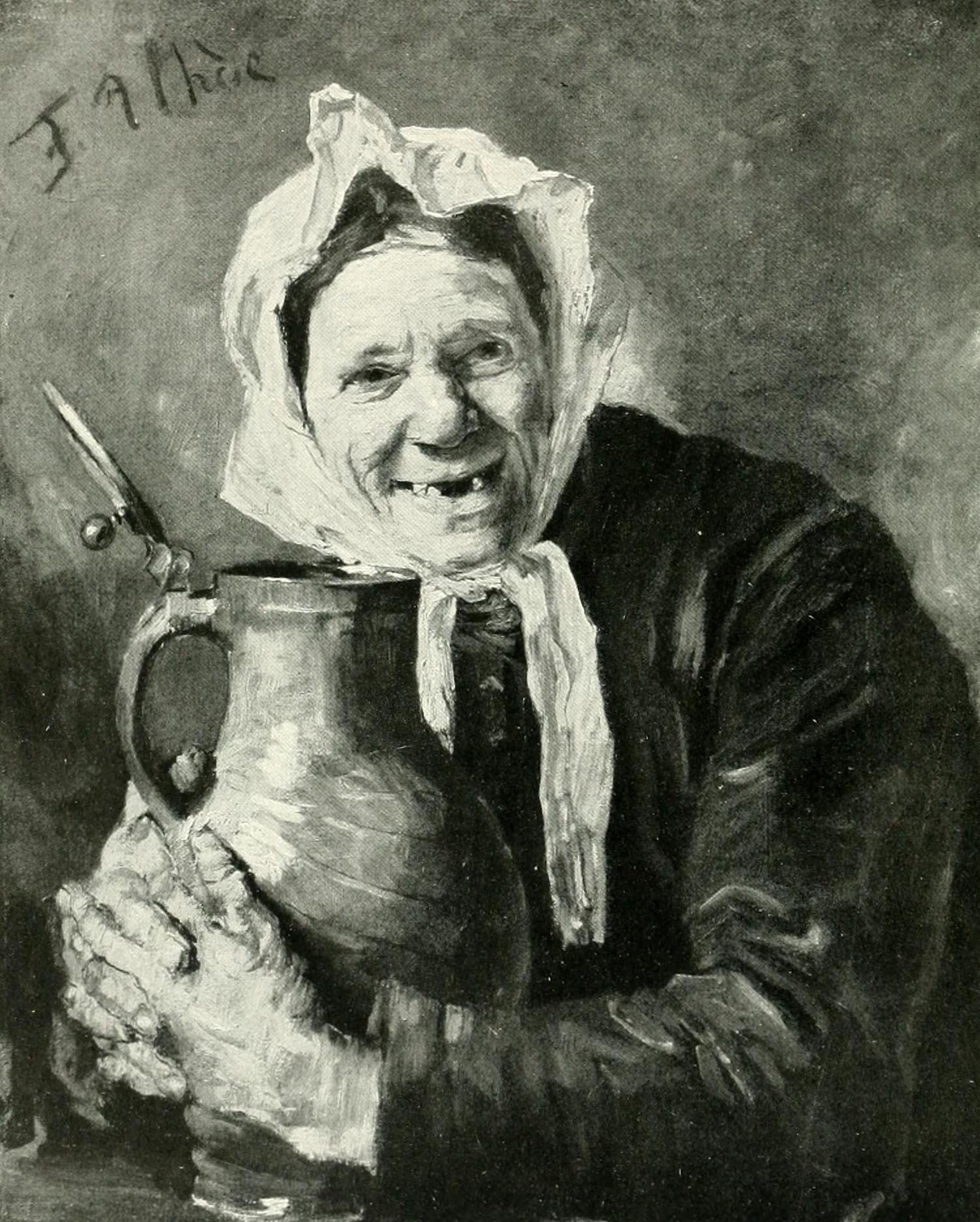
Une vieille édentée par l'artiste Fritz von Uhde.

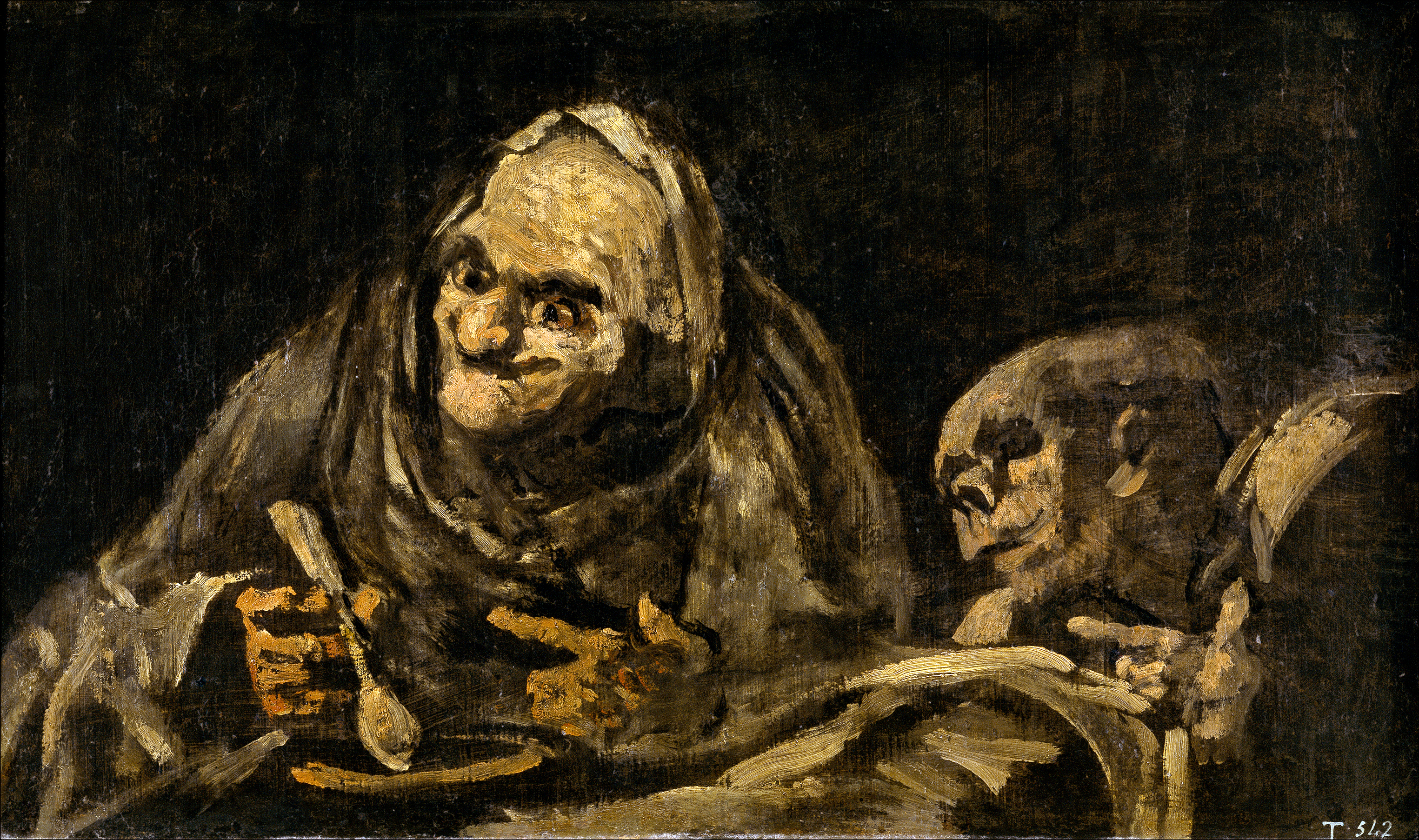
Deux vieillards mangeant de la soupe (1819-1823) de Francisco de Goya.

### Signification
Édenté et sans-dent sont tous deux construits sur le radical dent précédé d'un privatif.
Le vocable une sans-dent désigne en premier lieu une vieille femme qui a perdu ses dents et par extension, une personne (homme ou femme) édentée.
Le terme se rencontre sous la plume de Jean de La Fontaine au XVIIe siècle : 

« Qu’entend ce rustre, et que nous veut-il dire ?
S’écria lors une de nos sans-dents. »

— Jean de La Fontaine, conte Les lunettes, 1674
et de Nicolas Racot de Grandval au XVIIIe :

« Pendant tout le souper, parlant de chose et d’autre 
Nôtre vieille sans-dent lorgnoit le bon Apôtre. »

— Nicolas Racot de Grandval, Le vice puni, ou Cartouche, 1726
On retrouve également l'ancien proverbe français Un homme sans argent est un loup sans dents de Gabriel Meurier (1568), qui signifie que, sans argent, nos moyens et notre influence dans la vie sont limités. Un loup sans dents n'impressionne personne.
Dans l'imaginaire collectif, les « édentés » peuvent évoquer les personnes âgées, ou les pauvres, et parfois mais plus rarement les méchants. Ils sont source d'inspiration dans l'art, notamment en peinture et dans le cinéma, mais également dans la littérature et la musique.

#### Personnes âgées
Les personnes édentées sont courantes dans l'histoire, tant chez les pauvres que les riches. Les aristocrates portaient des éventails, afin de cacher le fait qu'elles étaient édentées. Les personnes édentées représentaient alors plus la vieillesse que la pauvreté. On trouve dans Le grand vocabulaire françois de 1769, l'expression proverbiale « sans-dents »  : 

« On dit proverbialement & populairement d'une vieille femme décrépite, que c'est une vieille sans dent. »

— Auteurs multiples, Le grand vocabulaire françois, volume 8, page 7, 1769
Ce trait est alors mis dans avant dans l'art pictural pour représenter des personnes âgées. Le tableau datant du début du XIXe siècle, des deux vieillards mangeant de la soupe, du peintre espagnol Francisco de Goya en est la parfaite illustration. Dans ce tableau d'ailleurs, le personnage de gauche porte un foulard blanc et il grimace, probablement à cause du manque de dents.

#### Pauvres
Les progrès significatifs de l'odontologie au XXe siècle, permettent aujourd'hui aux personnes qui en ont les moyens, de se soigner. On peut remplacer ses dents perdues par des couronnes ou des implants. Toutefois, du fait de leur cherté dans de nombreux pays, notamment en France, ces soins ne sont pas à la portée des pauvres. C'est pourquoi aujourd'hui, une personne édentée, un sans-dent, est synonyme de personne pauvre, dans l'imaginaire de beaucoup. 
Valérie Trierweiler accuse dans son livre Merci pour ce moment le président de la République française François Hollande d'utiliser le terme méprisant de « sans-dents » pour désigner les pauvres. La sortie de cet ouvrage, en 2014, a contribué à médiatiser l'expression,.

#### Méchants
On remarque aussi, bien que plus rarement, que les édentés sont parfois associés à des personnes méchantes. Cela se retrouve essentiellement dans l'art, et en particulier dans le cinéma, comme cela est détaillée ci-après. Cette association fort péjorative se retrouve dans la lignée directe de la pensée philosophique platonique qui associait « beauté » et « bonté » et qui a perduré jusqu'à aujourd'hui. Par association opposée, un édenté est moche et donc méchant.

### Représentation dans l'art
Les édentés ont été représentés à de nombreuses reprises dans les différents arts. 

#### Peinture

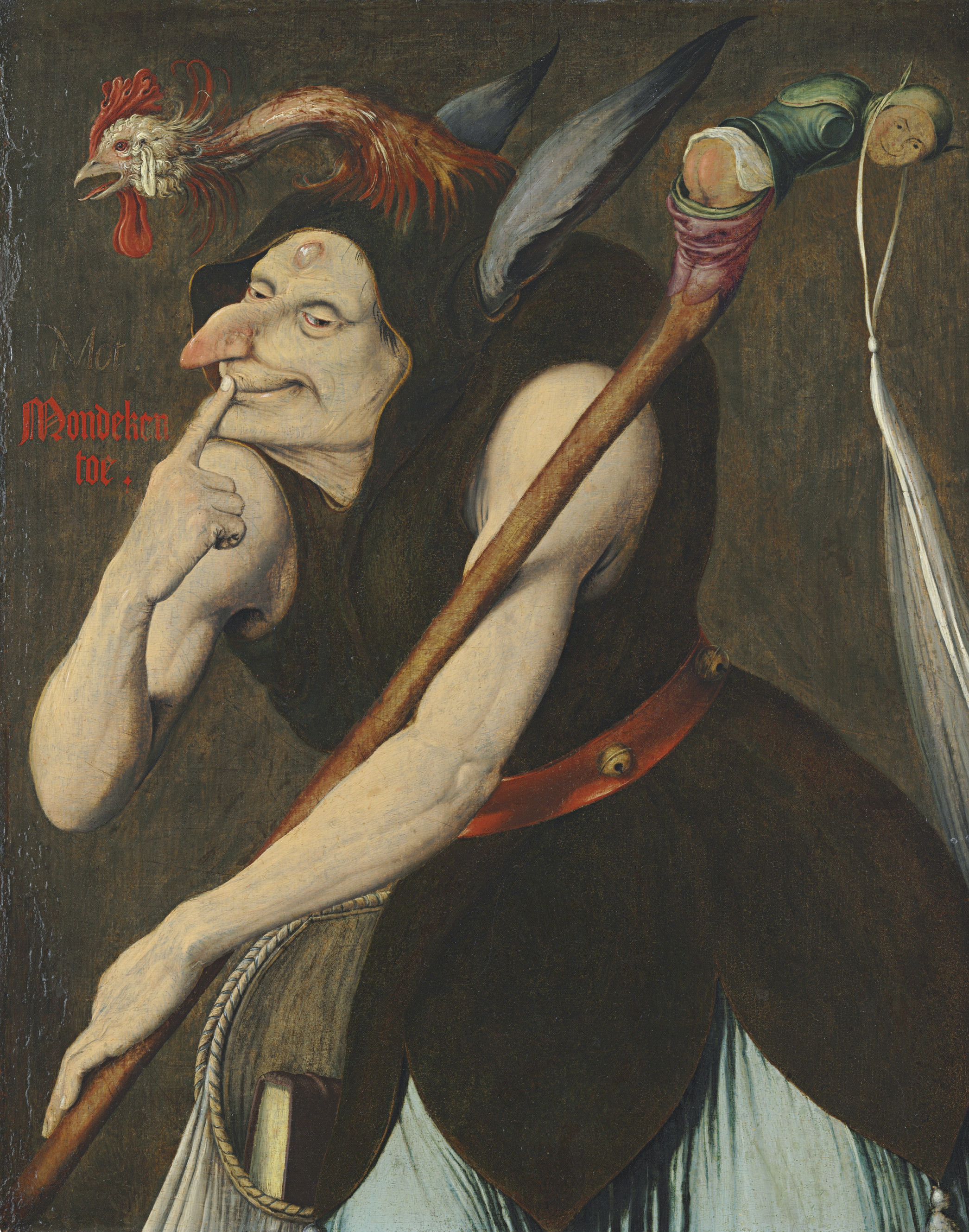
Une allégorie de la folie, représentant un édenté, du peintre Quentin Matsys.

Le peintre flamand des XVe et XVIe siècles Quentin Matsys, du mouvement artistique des primitifs flamands, fondateur de l'école d'Anvers, représente un édenté lorsqu'il peint une allégorie de la folie. 
Le peintre flamand du XVIe siècle Jérôme Bosch semble donner dans le réalisme en représentant des édentés dans son tableau Le Portement de Croix. C’est dans ses lectures et dans l’atmosphère d’hérésie et de mysticisme régnant à son époque que Bosch puise une inspiration nouvelle, qui lui fait délaisser l’iconographie traditionnelle de ses débuts pour s’orienter vers des œuvres « sacrilèges » où le religieux se confronte au péché et à la damnation. L’enfer se mêle au paradis, et le satirique à la morale. Son style est caractérisé par des personnages caricaturaux issus des bestiaires du Moyen Âge, mis en scène dans des diableries. Et les édentés tiennent un rôle important parmi ces personnages caricaturaux. 

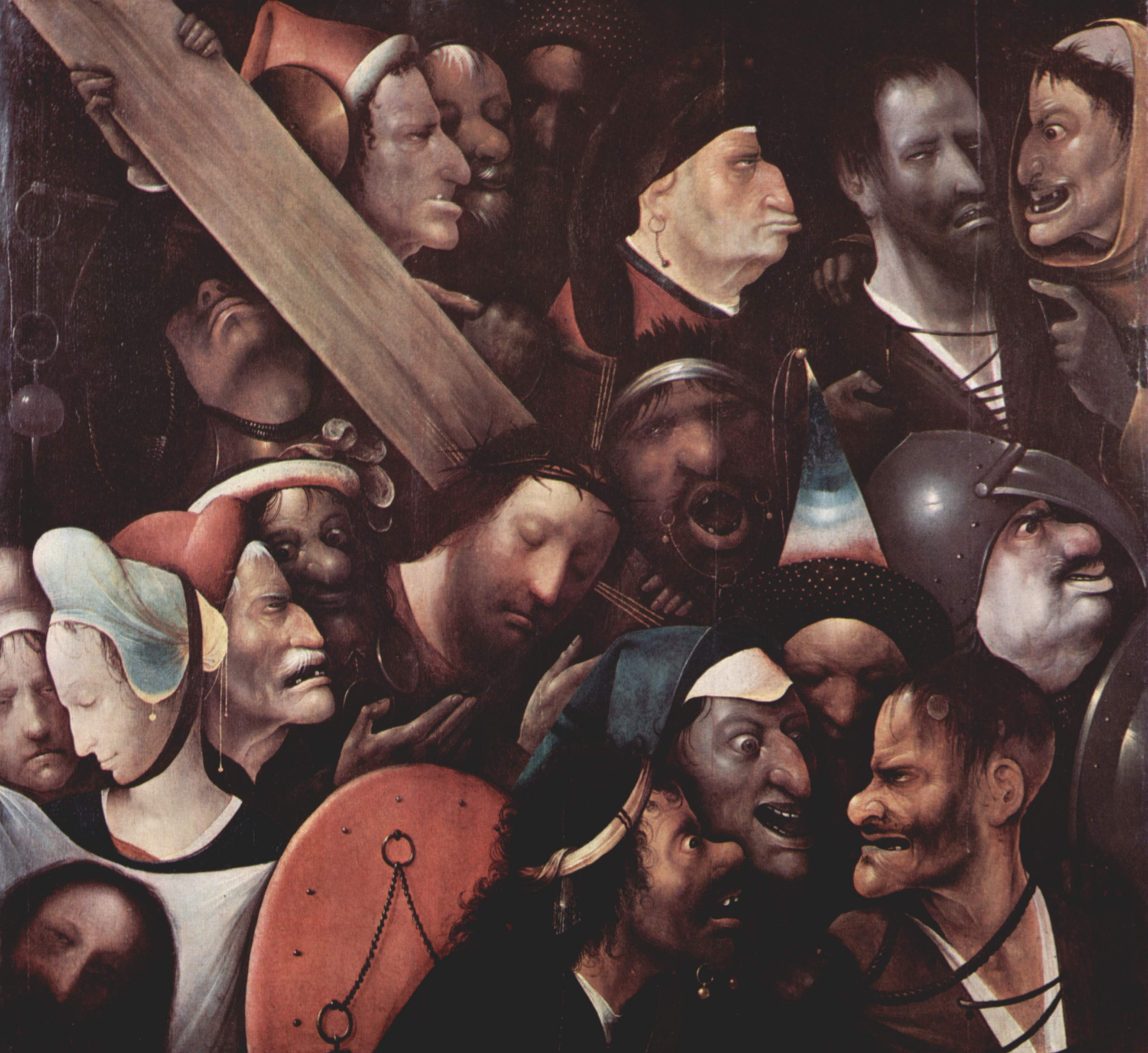
Jérôme Bosch : Le Portement de Croix
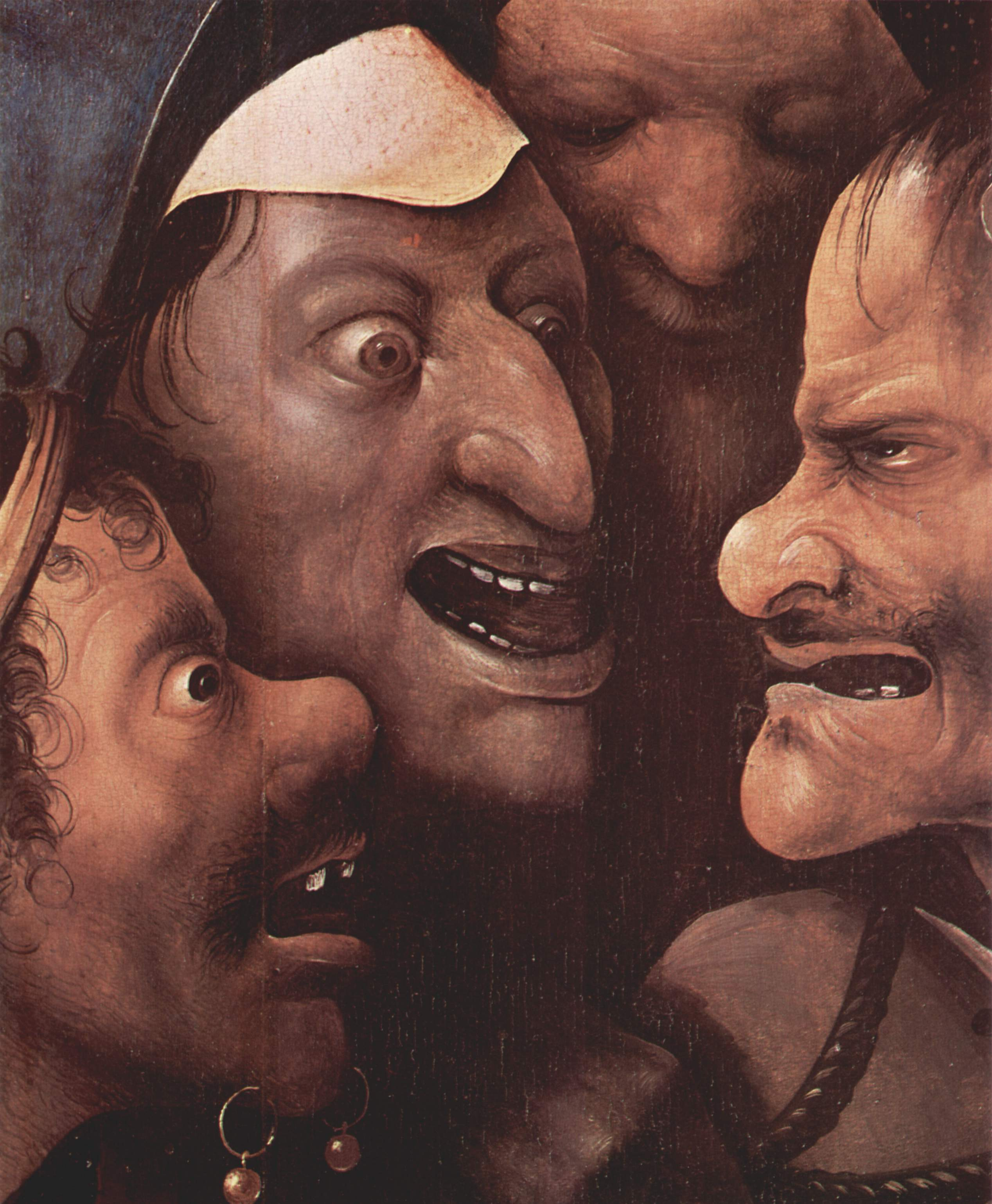
Jérôme Bosch : détail du Portement de Croix

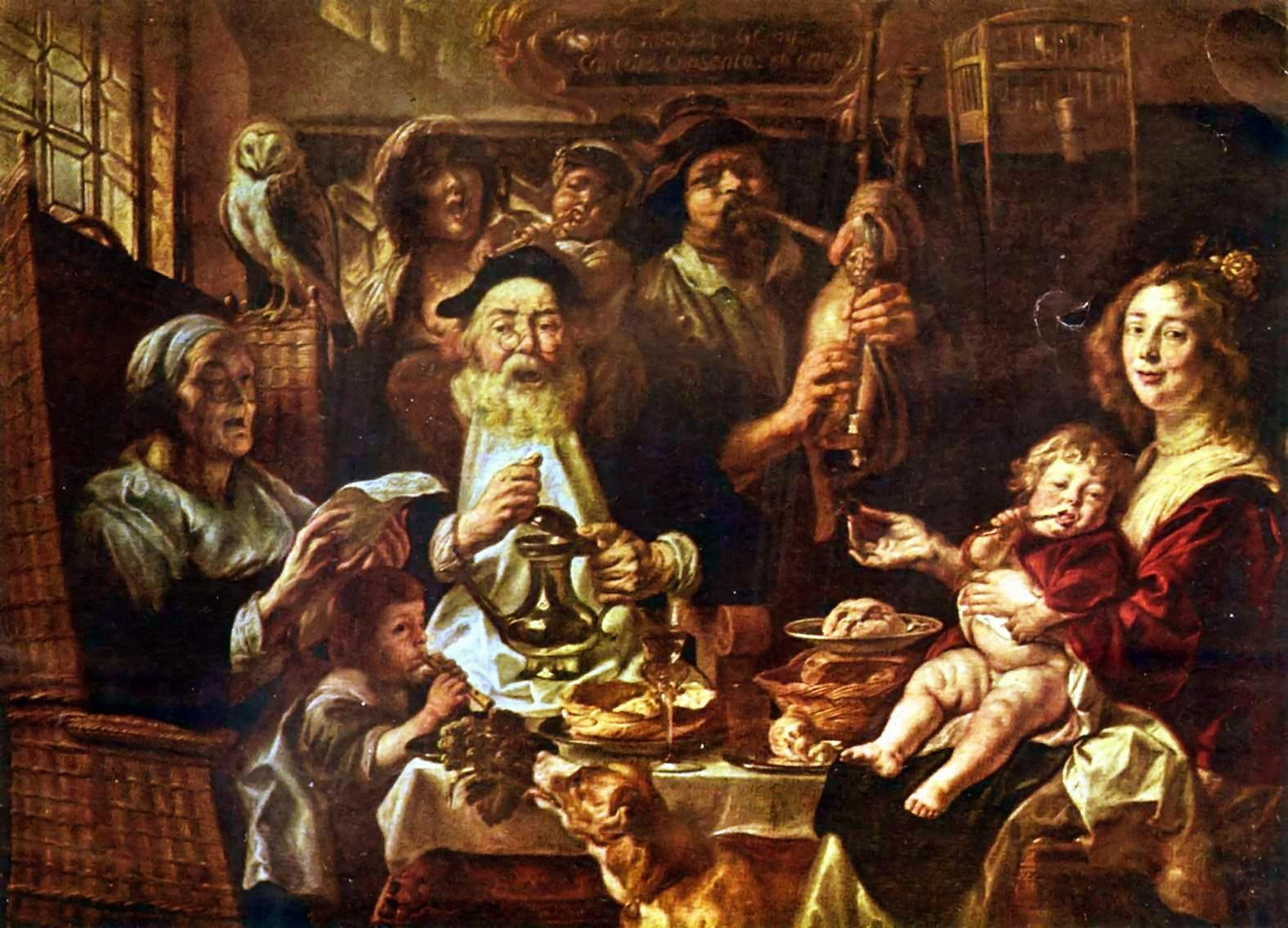
Les jeunes piaillent comme chantent les vieux (1638-1640) de Jacob Jordaens.

On retrouve des édentés dans l'œuvre Jacob Jordaens, peintre flamand du XVIIe siècle. Dans son huile sur toile Les jeunes piaillent comme chantent les vieux (1638-1640) conservée au musée du Louvre, on voit trois enfants jouant de la flute, qui participent aux beuveries de trois vieillards édentés.

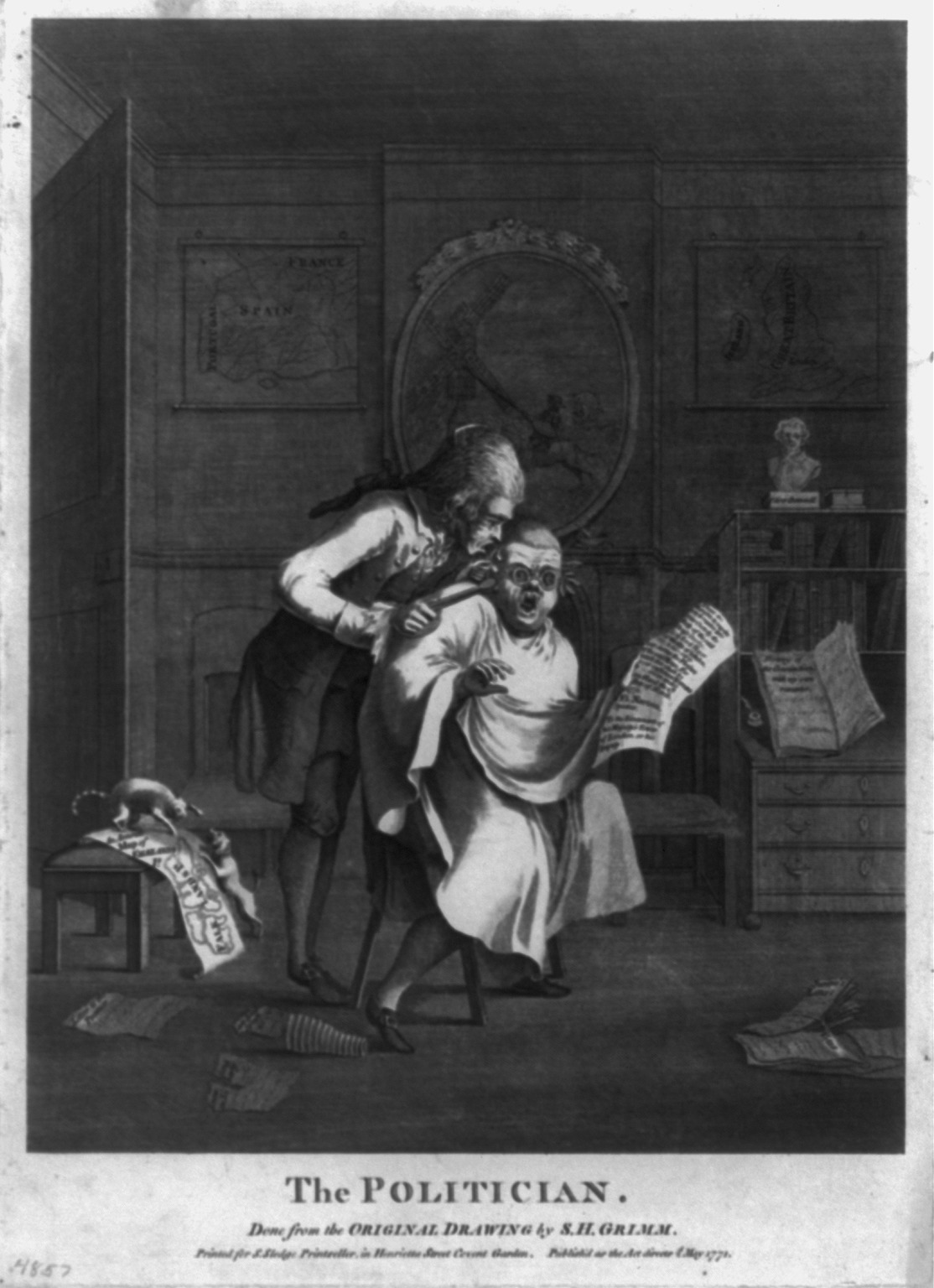
Caricature de Lord North, représenté sans dents

L'édenté sert aussi à caricaturer, comme l'atteste le dessin datant de 1771 caricaturant Lord North. 
On retrouve aussi ce thème chez Fritz von Uhde, un peintre allemand de la Sécession de la fin du XIXe siècle. Ses thèmes sont la transposition contemporaine des scènes de la Bible et une nouvelle représentation de la classe ouvrière. C'est ainsi qu'il dépeint une édentée de façon très réaliste.

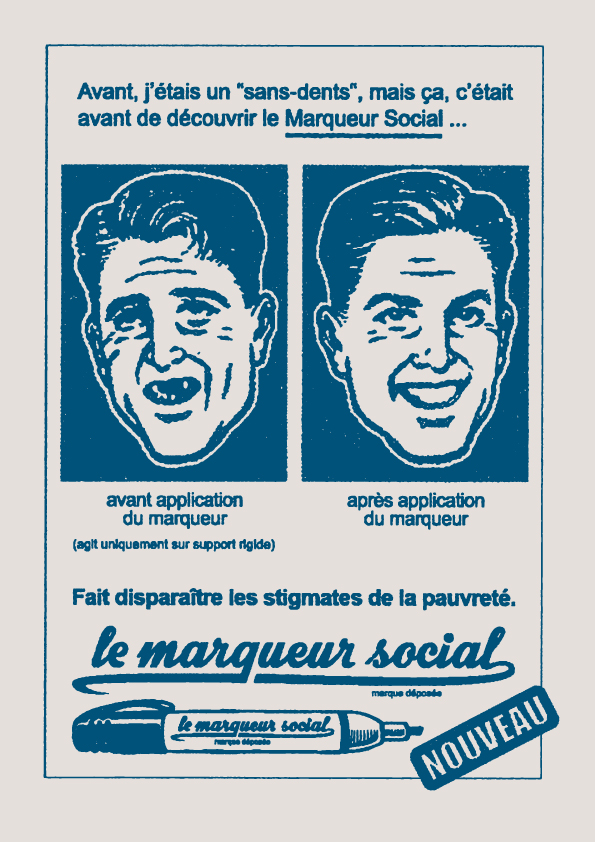
Sérigraphie de l'artiste Christopher Dombres qui a circulé sur Internet

#### Cinéma
On retrouve beaucoup d'édentés dans les vidéos de Donigan Cumming. Mais également dans des films de Maurice Proulx, de Pierre Perrault, de Luis Buñuel  et de John Boorman.
Par exemple, le film Terre sans pain de 1933 de Bunuel est un portrait terrifiant des conditions de vie dans la région isolée de Las Hurdes en Espagne. Le film visite des villages de montagne pour présenter les Hurdanos comme des gens totalement démunis. On y voit des gens mal nourris, qui ne connaissent pas le pain. Il souffrent de nombreuses maladies de toute sorte. Ce n'est donc pas sans raison que Bunuel filme de nombreux édentés, des images au très fort impact visuel.
Maurice Proulx, communément appelé l'abbé Proulx, prêtre catholique, agronome,  et cinéaste est un pionnier du cinéma documentaire au Québec. Sa carrière s'est échelonnée de 1934 à 1968, période au cours de laquelle il a réalisé un peu plus de 50 films. Il fut le premier cinéaste québécois à réaliser un long métrage documentaire avec En pays neufs (1937), un documentaire sur l'Abitibi, qui fut également le premier film sonorisé de l'histoire du Québec. Il est remarquable d'y voir de nombreuses images d'édentés tant de personnes jeunes, qu'âgées, ce qui traduit la misère sociale de l'époque.
Parfois, dans le cinéma, les édentés non seulement représentent la pauvreté, mais également la méchanceté. Ainsi, dans le film Délivrance datant de 1972 de John Boorman, la scène de viol est le fruit de deux montagnards armés, dégénérés et violents – représentation extrême du stéréotype des « hillbillies » du Sud des États-Unis. Or un gros plan sur le violeur révèle une dentition fort malsaine.

#### Musique
La chanson Les Pauvres des Glochos - un groupe originaire de Pontivy en Bretagne - a été composée à la suite des allégations de l'ex-compagne de François Hollande.
Le rappeur français, Hicham Kochman, plus connu sous son nom de scène Axiom, a écrit, en réaction aux propos attribués par Valérie Trierweiler à François Hollande, un morceau intitulé Sans-dents.